# Accrington Stanley Football Club (1891)
L'Accrington Stanley Football Club fou un club de futbol de la ciutat de Accrington, al comtat de Lancashire, nord-oest d'Anglaterra.

## Història
El club va ser fundat el 1891, i fou member de la Football League entre 1921 i 1962, any en què abandonà a mitja temporada. Després fou acceptat a la Lancashire Combination, desapareixent el 1966. Un cop desaparegut nasqué una nova entitat amb el mateix nom, Accrington Stanley Football Club.
Jugava a l'estadi Peel Park.

## Palmarès
- Lancashire Combination:
  - 1902-03, 1905-06
- Lancashire Combination Division Two:
  - 1963-64

## Futbolistes destacats
Jugadors amb més de 100 partits amb el club, on internacionals mentre jugaven al club.
- Harry Anders (1957-60)
- Jimmy Anders (1956-60)
- Jimmy Armstrong (1927-33)
- Armour Ashe (1953-58)
- Cyril Briggs (1946-50)
- Tommy Butler (1947-53)
- Les Cocker (1953-58)
- Doug Daniels (1949-53)
- Wattie Dick (1955-58)